# جاك فيشر (لاعب كرة قاعدة)
جاك فيشر (بالإنجليزية: Jack Fisher)‏ هو لاعب كرة قاعدة أمريكي، ولد في 4 مارس 1939 في فروستبورغ في الولايات المتحدة.

## وصلات خارجية
- جاك فيشر على موقع دوري كرة القاعدة الرئيسي (الإنجليزية)
- جاك فيشر على موقعبيزبول رفرنس.كوم (الدوري الرئيسي) (الإنجليزية)
- جاك فيشر على موقعبيزبول رفرنس.كوم (الدوري الثانوي) (الإنجليزية)
- جاك فيشر على موقع جمعية أبحاث البيسبول الأمريكية (الإنجليزية)
- جاك فيشر على موقع إي إس بي إن.كوم (أم.أل.بي) (الإنجليزية)
- جاك فيشر على موقع مشجعي الرسوم البيانية (الإنجليزية)